# Winged Creatures
Winged Creatures is een Amerikaanse film uit 2008 onder regie van Rowan Woods. 
Het scenario is gebaseerd op het gelijknamige boek (2008) van Roy Freirich.

## Verhaal
Los Angeles. Een man valt binnen in een restaurant en begint te schieten. Er valt een dode en een gewonde. Ten slotte pleegt de man zelfmoord.
De film toont hoe vier overlevende klanten en een serveerster getraumatiseerd geraken door de schietpartij en hoe ze elk op hun manier proberen om te gaan met verlies en schuldgevoel. 

## Rolverdeling
| Acteur             | Personage                                          |
| ------------------ | -------------------------------------------------- |
| Forest Whitaker    | Charlie Archenault, de rijschoolinstructeur        |
| Guy Pearce         | spoedarts dokter Bruce Laraby                      |
| Kate Beckinsale    | Carla Davenport, de serveerster van het restaurant |
| Dakota Fanning     | Anne Hagen                                         |
| Josh Hutcherson    | Jimmy Jasperson                                    |
| Jeanne Tripplehorn | Doris Hagen, de moeder van Anne                    |
| Embeth Davidtz     | Jo Laraby, de vrouw van Bruce                      |
| Jennifer Hudson    | Kathy Archenault, de dochter van Charlie           |
| Robin Weigert      | Lydia Jasperson, de moeder van Jimmy               |
| Jackie Earle Haley | Bob Jasperson, de vader van Jimmy                  |
| Troy Garity        | Ron Abler, de psychiatrische hulpverlener          |